# Festival da Canção 2022
La cinquantaseiesima edizione del Festival da Canção si è tenuto dal 5 al 12 marzo 2022 presso il centro televisivo di RTP e ha selezionato il rappresentante del Portogallo all'Eurovision Song Contest 2022 a Torino.
La vincitrice è stata Maro con Saudade, saudade.

## Organizzazione
L'emittente portoghese Rádio e Televisão de Portugal (RTP) ha confermato la partecipazione del Portogallo all'Eurovision Song Contest 2022 l'8 settembre 2021, annunciando inoltre l'organizzazione della 56ª edizione del Festival da Canção per selezionare il proprio rappresentante; nel medesimo giorno l'emittente ha inoltre dato la possibilità agli aspiranti autori di inviare i propri brani entro il successivo 21 ottobre, con la condizione che fossero cittadini o residenti permanenti in Portogallo.
L'evento si è tenuto in tre serate a partire dal 5 marzo 2022 presso gli studi televisivi di RTP nella capitale portoghese. In ciascuna delle due semifinali, 10 partecipanti si sono contesi 5 posti per la finale, per un totale di 10 finalisti. Il voto combinato di giuria e pubblico ha decretato tutti i risultati.

## Partecipanti
Il 4 novembre 2021 RTP ha pubblicato la lista dei compositori delle venti canzoni: gli autori di sedici dei venti brani partecipanti sono stati invitati direttamente dall'emittente, mentre quelli dei quattro rimanenti sono stati scelti fra 600 proposte ricevute. La lista dei partecipanti è stata annunciata dall'emittente il 21 gennaio 2022.
| Artista                | Brano                     | Lingua              | Autori                                                                    |
| ---------------------- | ------------------------- | ------------------- | ------------------------------------------------------------------------- |
| Aurea                  | Why?                      | Inglese             | Aurea, Rui Massena                                                        |
| Blacci                 | Mar no fim                | Portoghese          | Blacci, Edu Monteiro, Hits Mike, Liam Cole, Gonzalo, Iolanda Costa, Stego |
| Cubita                 | Uma mensagem tua          | Portoghese          | Cubita, Scardini                                                          |
| Diana Castro           | Ginger Ale                | Portoghese          | Joana Espadinha                                                           |
| Fado Bicha             | Povo pequenino            | Portoghese          | Fado Bicha, João Caçador, Lila Tiago                                      |
| FF                     | Como é bom esperar alguém | Portoghese          | FF                                                                        |
| Inês Homem de Melo     | Fome de viagem            | Portoghese          | Pedro Marques, Galileu Granito                                            |
| Jonas                  | Pontas soltas             | Portoghese          | Fábia Rebordão                                                            |
| Kumpania Algazarra     | A minha praia             | Portoghese          | Kumpania Algazarra, Luís Barrocas, Francisco Amorim                       |
| Maro                   | Saudade, saudade          | Inglese, portoghese | Maro, John Blanda                                                         |
| Milhanas               | Corpo de mulher           | Portoghese          | Agir                                                                      |
| Norton                 | Hope                      | Inglese             | Norton                                                                    |
| O Vampiro Submarino    | Ao lado de mim            | Portoghese          | PZ                                                                        |
| Os Azeitonas           | Solta a voz e canta       | Portoghese          | Os Azeitonas, Mário Brandão, João Salcedo                                 |
| Os Quatro e Meia       | Amanhã                    | Portoghese          | Tiago Nogueira                                                            |
| Pepperoni Passion      | Código 30                 | Portoghese          | Pepperoni Passion, António Santos, Pedro Ferreira, João Reis              |
| Pongo & Tristany       | Dégrá.dê                  | Portoghese          | DJ Marfox, Pongo, Tristany                                                |
| Syro                   | Ainda nos temos           | Portoghese          | Syro, Ariel, Gonzalo Tau                                                  |
| TheMisterDriver        | Calisun                   | Inglese, portoghese | TheMisterDriver                                                           |
| Valas & Os Astronautas | Odisseia                  | Portoghese          | Valas, Os Astronautas                                                     |

## Semifinali

### Prima semifinale
La prima semifinale si è tenuta il 5 marzo 2022 presso il centro televisivo RTP di Lisbona ed è stata presentata da Jorge Gabriel e Sónia Araújo. L'ordine di uscita è stato reso noto il 9 febbraio 2022.
Ad accedere alla finale sono stati Os Quatro e Meia, Diana Castro, FF, Aurea e Maro.
| #  | Artista                | Brano                     | Punteggio | Punteggio | Punteggio | Posizione |
| #  | Artista                | Brano                     | Giuria    | Televoto  | Totale    | Posizione |
| -- | ---------------------- | ------------------------- | --------- | --------- | --------- | --------- |
| 1  | Os Quatro e Meia       | Amanhã                    | 6         | 12        | 18        | 2         |
| 2  | TheMisterDriver        | Calisun                   | 1         | 1         | 2         | 10        |
| 3  | Diana Castro           | Ginger Ale                | 10        | 4         | 14        | 4         |
| 4  | FF                     | Como é bom esperar alguém | 8         | 8         | 16        | 3         |
| 5  | Norton                 | Hope                      | 2         | 5         | 7         | 7         |
| 6  | Aurea                  | Why?                      | 7         | 7         | 14        | 5         |
| 7  | Kumpania Algazarra     | A minha praia             | 3         | 2         | 5         | 9         |
| 8  | Maro                   | Saudade, saudade          | 12        | 10        | 22        | 1         |
| 9  | Valas & Os Astronautas | Odisseia                  | 4         | 3         | 7         | 8         |
| 10 | Fado Bicha             | Povo pequenino            | 5         | 6         | 11        | 6         |

### Seconda semifinale
La seconda semifinale si è tenuta il 7 marzo 2022 presso il centro televisivo RTP di Lisbona ed è stata presentata da José Carlos Malato e Tânia Ribas de Oliveira. L'ordine di uscita è stato reso noto il 9 febbraio 2022.
Ad accedere alla finale sono stati Inês Homem de Melo, Syro, Pepperoni Passion, Milhanas e Pongo & Tristany.
| #  | Artista             | Brano               | Punteggio | Punteggio | Punteggio | Posizione |
| #  | Artista             | Brano               | Giuria    | Televoto  | Totale    | Posizione |
| -- | ------------------- | ------------------- | --------- | --------- | --------- | --------- |
| 1  | Os Azeitonas        | Solta a voz e canta | 5         | 4         | 9         | 7         |
| 2  | Cubita              | Uma mensagem tua    | 1         | 1         | 2         | 10        |
| 3  | Inês Homem de Melo  | Fome de viagem      | 7         | 12        | 19        | 2         |
| 4  | Syro                | Ainda nos temos     | 4         | 10        | 14        | 4         |
| 5  | Pepperoni Passion   | Código 30           | 8         | 5         | 13        | 5         |
| 6  | Milhanas            | Corpo de mulher     | 12        | 8         | 20        | 1         |
| 7  | O Vampiro Submarino | Ao lado de mim      | 2         | 2         | 4         | 9         |
| 8  | Jonas               | Pontas soltas       | 6         | 7         | 13        | 6         |
| 9  | Blacci              | Mar no fim          | 3         | 3         | 6         | 8         |
| 10 | Pongo & Tristany    | Dégrá.dê            | 10        | 6         | 16        | 3         |

## Finale
La finale dell'evento si è tenuta il 12 marzo 2022 presso gli studi televisivi di RTP a Lisbona ed è stata presentata da Filomena Cautela e Vasco Palemirim. L'ordine di uscita è stato reso noto l'8 marzo 2022. Contrariamente alle semifinali, il voto della giuria è stato sostituito dal voto di sette giurie regionali.
Maro è stata proclamata vincitrice trionfando sia nel televoto che nel voto della giuria.
| #  | Artista            | Brano                     | Punteggio | Punteggio | Punteggio | Posizione |
| #  | Artista            | Brano                     | Giuria    | Televoto  | Totale    | Posizione |
| -- | ------------------ | ------------------------- | --------- | --------- | --------- | --------- |
| 1  | Pongo & Tristany   | Dégrá.dê                  | 42        | 25        | 67        | 9         |
| 2  | Syro               | Ainda nos temos           | 27        | 51        | 78        | 7         |
| 3  | Milhanas           | Corpo de mulher           | 52        | 17        | 69        | 8         |
| 4  | Inês Homem de Melo | Fome de viagem            | 24        | 60        | 84        | 5         |
| 5  | Aurea              | Why?                      | 40        | 43        | 83        | 6         |
| 6  | Os Quatro e Meia   | Amanhã                    | 36        | 86        | 122       | 2         |
| 7  | FF                 | Como é bom esperar alguém | 40        | 67        | 107       | 3         |
| 8  | Diana Castro       | Ginger Ale                | 53        | 34        | 87        | 4         |
| 9  | Maro               | Saudade, saudade          | 73        | 103       | 176       | 1         |
| 10 | Pepperoni Passion  | Código 30                 | 19        | 9         | 25        | 10        |

| Brano                     | Nord | Centro | Lisbona | Alentejo | Algarve | Madera | Azzorre | Totale |
| ------------------------- | ---- | ------ | ------- | -------- | ------- | ------ | ------- | ------ |
| Dégrá.dê                  | 8    | 7      | 8       | 4        | 4       | 1      | 10      | 42     |
| Ainda nos temos           | 2    | 4      | 6       | 3        | 8       | 3      | 1       | 27     |
| Corpo de mulher           | 5    | 10     | 7       | 8        | 7       | 10     | 5       | 52     |
| Fome de viagem            | 3    | 1      | 4       | 7        | 1       | 4      | 4       | 24     |
| Why?                      | 7    | 6      | 2       | 6        | 12      | 5      | 2       | 40     |
| Amanhã                    | 10   | 3      | 5       | 2        | 6       | 7      | 3       | 36     |
| Como é bom esperar alguém | 4    | 8      | 1       | 12       | 3       | 6      | 6       | 40     |
| Ginger Ale                | 6    | 5      | 12      | 10       | 5       | 8      | 7       | 53     |
| Saudade, saudade          | 12   | 12     | 10      | 5        | 10      | 12     | 12      | 73     |
| Código 30                 | 1    | 2      | 3       | 1        | 2       | 2      | 8       | 19     |

## Ascolti
| Puntata    | Messa in onda | Telespettatori | Share  | Note   |
| ---------- | ------------- | -------------- | ------ | ------ |
| Semifinali | 5 marzo 2022  | 548 000        | 12,70% | [ 10 ] |
| Semifinali | 7 marzo 2022  | 409 000        | 9,60%  | [ 11 ] |
| Finale     | 12 marzo 2022 | 638 000        | 16,00% | [ 12 ] |
| Media      | Media         | 532 000        | 12,80% |        |